# Église de l'Enfant-Dieu de Lisbonne
 (janvier 2023).

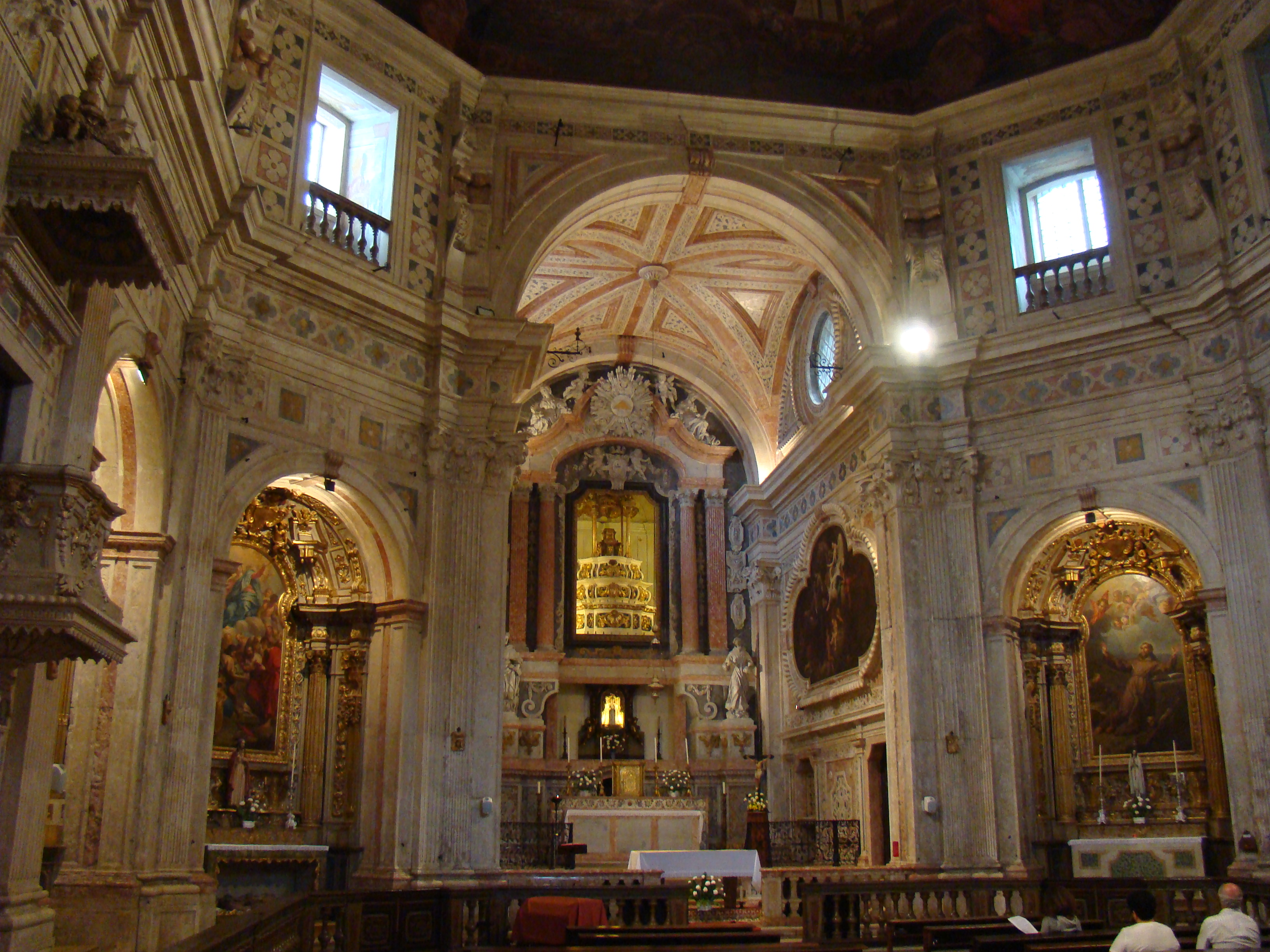
Perspective de la chapelle principale de l'église

L'église de l'Enfant-Dieu (en portugais : Igreja do Menino Deus), également appelée Couvent du Tiers Ordre de Pénitence, est une église et un ancien couvent situé dans le quartier d'Alfama à côté du château São Jorge, à Lisbonne.
Elle est classée monument national depuis 1918.

## Descriptif et historique
Dédiée à Jésus, l'Enfant Dieu, c'est un témoignage important de l'architecture baroque de Lisbonne qui a résisté au tremblement de terre de 1755.
L'église a un style conventuel et baroque, ayant été construite sous le règne du roi João V (1711). Elle a été conçue par l'architecte João Antunes et achevée par João Frederico Ludovice.
À cet endroit, il y avait déjà un hôpital appelé Mantelatos da Ordem Terceira de São Francisco de Xabregas, qui contenait une image miraculeuse de l'Enfant Jésus.
Le roi D. João V, après avoir entendu des rapports de miracles, a décidé de construire un temple quelques mois avant la naissance de son premier enfant.
L'église présente des similitudes avec l'église de Santa Engrácia, également à Lisbonne. Elle possède un chœur et huit chapelles. D'autres éléments comprennent des autels dorés, des peintures au plafond et deux statues. Elle contient également des azulejos avec des thèmes religieux.
Le portique présente des colonnes corinthiennes.

## Panneaux de la chapelle principale
Le chœur présente deux panneaux, exemples de la peinture baroque : « Saint François dépouillé des habitudes séculières », de Vieira Lusitano et « Saint Joseph et la mort de San Francisco », d'André Rubira.
Ces panneaux ont été restaurés par le World Monuments Fund Portugal. La restauration a été achevée en 2001.